# 奥托·迈耶
奥托·迈耶（德語：Otto Mayer，1846年5月29日—1924年8月8日），是德国行政法和教会法教授。他提出了经典的行政行为理论，由此诞生出德国行政法的法教义学根基（die dogmatischen Grundlagen）。

## 人物生平
奥托·迈耶于菲尔特出生，1864年进入埃朗根-纽伦堡大学学习法学，在1868年毕业。他在1869年获得法学博士学位（Dr.iur）,1871年参加了国家考试（德語：das Staatsexamen）。从1872年起，他开始在阿尔萨斯的米卢斯当律师，并在当地从事商法研究。1879年他当选为米卢斯律师协会会长。
奥托·迈耶在1880年搬至斯特拉斯堡，1881年他在当地取得了大学执教资格。1882年，他被斯特拉斯堡大学聘为行政法特别教授（德語：außerordentliche Professur）,然后于1887年受任为正式教授。在1895年和1896年，他分别出版了两卷《德国行政法》教科书。1902年-1903年他担任该学校的校长，直到他1903年转去莱比锡大学工作。在莱比锡大学，他教授公法学，并在1913年-1914年担任该校校长。他在这里一直工作至1918年退休。
以对法国行政法的研究为出发点，他开启了德国行政法学研究的大门。德国的行政法学研究在1976年《德国行政程序法》中编入一般行政程序的内容时达到顶峰。论述公法与私法界线的从属理论，最早也可以追溯到奥托·迈耶。
奥托·迈耶还用笔名Eduard Dupré撰写了许多文学作品，如《Nach dem Kriege》、《Erzählungen eines alten Advokaten》(1906)。他同时也是海德堡埃利曼尼亚学生社团的成员。
1924年，他在希尔佩特骚去世。

## 纪念
- 他诞生的房屋前的一块匾（Gedenktafel），位于菲尔特Königstraße路82号。
- 施派尔德国行政学大学（Deutsche Universität für Verwaltungswissenschaften Sperye）中的奥托·迈耶路（德語：Otto-Mayer-Straße）。[4]

## 部分著作
- Theorie des französischen Verwaltungsrechts. Trübner, Strassburg 1886 (Archive.org)
- Deutsches Verwaltungsrecht, 2 Bände. Duncker & Humblot, Band 1, Leipzig 1895 (Digitalisat und Volltext （页面存档备份，存于） sowie Digitalisat der Staatsbibliothek zu Berlin（德语：Staatsbibliothek Berlin）), Band 2, Leipzig 1896 (Digitalisat und Volltext （页面存档备份，存于） sowie Digitalisat der Staatsbibliothek zu Berlin（德语：Staatsbibliothek Berlin）); 2. Auflage 1914/1917. 3. Auflage 1924.
- Das Staatsrecht des Königreichs Sachsen. Mohr, Tübingen 1909.

## 文献资料

### 专著
- Erk Volkmar Heyen（德语：Erk Volkmar Heyen）: Otto Mayer. Studien zu den geistigen Grundlagen seiner Verwaltungsrechtswissenschaft (= Schriftenreihe der Hochschule Speyer, Band 84). Duncker & Humblot, Berlin 1981, ISBN 3-428-05030-4.
- Alfons Hueber（德语：Alfons Hueber）: Otto Mayer. „Juristische Methode“ im Verwaltungsrecht (= Schriften zum öffentlichen Recht, Band 405). Duncker & Humblot, Berlin 1982, ISBN 3-428-05044-4.
- Reimund Schmidt-De Caluwe（德语：Reimund Schmidt-De Caluwe）: Der Verwaltungsakt in der Lehre Otto Mayers. Staatstheoretische Grundlagen, dogmatische Ausgestaltung und deren verfassungsbedingte Vergänglichkeit (= Jus publicum, Band 38). Mohr Siebeck, Tübingen 1999, ISBN 3-16-147025-7.